# Droga wojewódzka 902
Die Droga wojewódzka 902 (DW902) ist eine 28 Kilometer lange Droga wojewódzka (Woiwodschaftsstraße) in der Woiwodschaft Schlesien in Polen. Die Strecke im Oberschlesischen Industriegebiet verbindet die Stadt Katowice (Kattowitz) mit Gliwice (Gleiwitz). Die Straße ist autobahnähnlich ausgebaut und hat vier bis sechs Fahrspuren. 

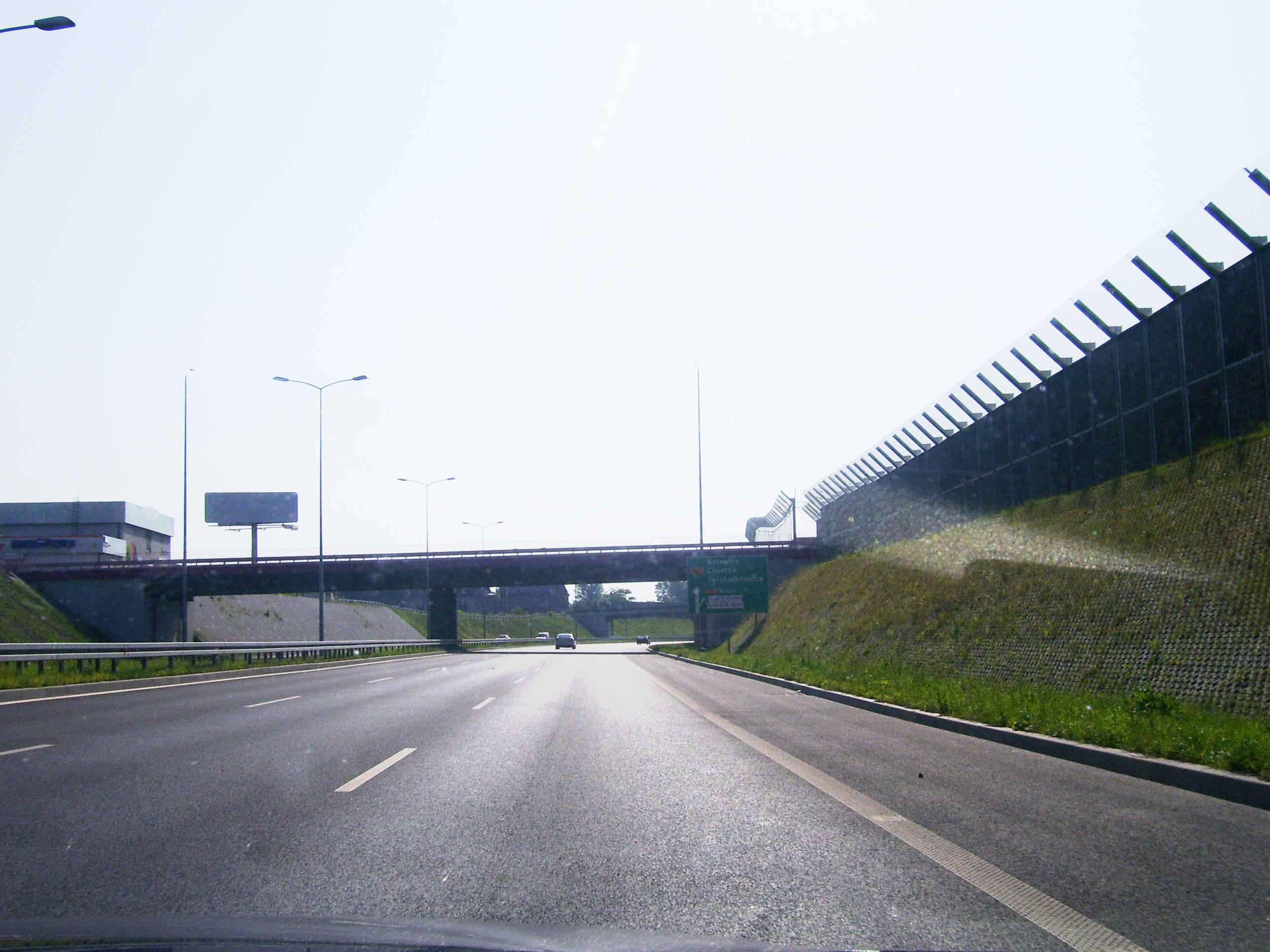
DW902 in Ruda Śląska

Die DW902 verläuft nördlich und fast parallel zur Autobahn A4.

## Streckenverlauf
Woiwodschaft Schlesien, kreisfreie Städte
-  Katowice (DK79)
- Ausfahrt Katowice, ul. Jana Pawła II
- 3 Ausfahrten in Chorzów
- 2 Ausfahrten in Świętochłowice (DW925)
- 2 Ausfahrten in Ruda Śląska
- 5 Ausfahrten in Zabrze
-  Gliwice-Sośnica (A1, A4, DK44, DK88)